# Beady Eye
Beady Eye est un groupe de rock anglais formé en 2010 par trois anciens membres d'Oasis — Liam Gallagher, Gem Archer, Andy Bell et le dernier batteur du groupe Chris Sharrock,. Ils seront rejoints à la veille de la sortie de leur second album par Jay Mehler, ancien membre de Kasabian.

## Biographie

### Formation et débuts (2009–2011)
Après la séparation d'Oasis en août 2009, Liam Gallagher annonce de nouvelles chansons et un nouveau projet. Liam explique l'origine du nom du groupe lors d'une interview. Selon lui, ils se seraient appelés « l'œil perçant » afin d'informer les gens qu'ils « gardent un putain d'œil sur toutes les putains de choses. » Aussi, à la question « - Pourquoi ce nom ? », il répond « - Pourquoi pas ? » Le groupe ne se veut pas la copie conforme d'Oasis mais seulement sa continuité au sein d'une nouvelle ambiance bien moins pesante que l'époque « Noel Gallagher ». Le groupe et plus particulièrement Liam Gallagher, fait preuve d'une grande motivation concernant Beady Eye et ne cache pas sa joie de continuer de jouer en public et de créer de nouveaux morceaux[réf. nécessaire].
Beady Eye est formé en 2010 à la suite du départ de Noel Gallagher du groupe Oasis. Le groupe publie son premier single en novembre 2010, tandis que son premier album, Different Gear, Still Speeding produit par Steve Lillywhite est sorti le 28 février 2011. Présent au festival de Cannes, Liam y a annoncé officiellement que son nouveau groupe réalisera la bande sonore d'un film sur les Beatles auquel il participe : The Longest Cocktail Party, adaptation d'un livre de Richard DiLello, et qui paraitra début 2011.
Le 5 novembre 2010, le site officiel de Beady Eye ouvre ses portes et les fans peuvent y trouver un premier extrait. Le 10 novembre, le groupe met en ligne une première chanson Bring the Light et la propose en téléchargement gratuit. À cette occasion, un vinyle single 45 tours avec Sons of the Stage en face B est mis en vente sur le site de vente en ligne du groupe. Une édition limitée de 4 000 copies, toutes vendues en quelques heures[réf. nécessaire]. Un vinyle, lui aussi limité à 4 000 exemplaires, du second single Four Letter Word est disponible depuis le 17 janvier 2011. Ce nouveau titre est également accompagné d'une face B inédite, World Outside My Room. Le clip a été mis en ligne le même jour sur le site officiel du groupe ainsi que sur celui du NME, célèbre magazine musical britannique.
Le groupe a déjà mis en précommande son nouvel album sur son site officiel où il est également possible de précommander un T-shirt du groupe ainsi que des versions collector de Different Gear, Still Speeding.

### Dernières activités (2012–2014)
Beady Eye monte cependant sur scène lors de la cérémonie de clôture des Jeux olympiques d'été de Londres 2012, pour y interpréter Wonderwall, le plus gros succès d'Oasis. Beady Eye annonce le 10 avril 2013 la sortie de leur deuxième album studio : BE, prévue pour le 10 juin 2013. Un premier extrait, Flick of the Finger, est mis à disposition en écoute quelque temps avant l'annonce et sera suivi du premier single Second Bite of the Apple. Cet album est produit par David Andrew Sitek (membre de TV on the Radio) qui a entre autres produit Yeah Yeah Yeahs.
Beady Eye ouvre le Glastonbury Festival 2013 le 28 juin. En août, ils jouent au V Festival, qui tourne court Gem Archer s'étant blessé chez lui à la tête.
Le 18 octobre 2013, Beady Eye joue au A Night For Jon Brookes, un concert en hommage à l'ancien batteur des Charlatans, Jon Brookes.
Le groupe joue au Big Day Out Festival australien en janvier 2014. Le 25 octobre 2014, Liam Gallagher annonce via un message sur son compte Twitter la fin du groupe Beady Eye,.

## Membres
- Liam Gallagher - chant
- Andy Bell - guitare rythmique
- Gem Archer - première guitare, claviers (studio)
- Chris Sharrock - batterie
- Jay Mehler - basse
- Matt Jones - claviers (live)

## Discographie

### Albums studio
- 2011 : Different Gear, Still Speeding
- 2013 : BE

### Singles
- 2011 : The Roller
- 2011 : Millionaire
- 2011 : Across The Universe
- 2011 : The Beat Goes On
- 2013 : Second Bite of the Apple
- 2013 : Shine a Light / The World's Not Set in Stone
- 2013 : Iz Rite / Soul Love